# Acyphoderes amoena
Acyphoderes amoena là một loài bọ cánh cứng trong họ Cerambycidae.